# 马公荡
马公荡是一个位于中国江苏省宜兴市的湖泊，面积约为3平方千米，平均水深约为1.25米，蓄水量约为380万立方米。